# 호소키 카즈코
호소키 카즈코(일본어: 細木 数子 ほそき かずこ[*], 1938년 4월 4일~2021년 11월 8일)는 일본의 점술가, 변두리마법사, 탤런트이다. 도쿄도 출신이다.